# Ozarba olimcorniculans
Ozarba olimcorniculans là một loài bướm đêm trong họ Noctuidae.